# Parabotia kimluani
Parabotia kimluani är en fiskart som beskrevs av Nguyen 2005. Parabotia kimluani ingår i släktet Parabotia och familjen nissögefiskar. IUCN kategoriserar arten globalt som otillräckligt studerad. Inga underarter finns listade i Catalogue of Life.